# Карітас-Спес Україна
Релігійна місія «Карітас-Спес» Римсько-католицької церкви — благодійна організація, член «Карітас Європа», частина міжнародної конфедерації «Карітас Інтернаціоналіс». Загалом мережа «Карітас Інтернаціоналіс» об'єднує 162 католицькі благодійні організації, які представлені на кожному континенті. В Україні «Карітас-Спес» діє 26 років. До початку російського вторгнення, унікальністю місії були саме сталі програми: дитячі будинки сімейного типу, соціальні центри та благодійні кухні, дитячі відпочинкові табори, будинки милосердя для самотніх літніх людей, дитячі садочки, світлиці та будинками для самотніх матерів із дітьми. Проєктна діяльність місії спрямована на подолання бідності, відновлення соціальної справедливості та підтримку гідності кожної потребуючої людини в усіх регіонах України.

## Цінність
До головних джерел, якими надихається та керується «Карітас-Спес Україна», належать: соціальна доктрина Католицької церкви, вчення Євангелія й церкви та чинне законодавство. В основі щоденної діяльності Місії лежать три принципи: пошани до людини, солідарності й субсидіарності.

## Назва
«Caritas-Spes/Карітас-Спес» складена з латинських слів caritas («милосердна любов») і spes («надія»). Слово «Місія» в назві наголошує на тому, що праця «Карітас» є особливим служінням і керується, перш за все, цінностями і принципами Католицької церкви.
Лого місії є символ, що являє собою червоний рівносторонній хрест з потрійними хвилястими променями, які виходять з кожного внутрішнього кута між сторонами хреста, та слова «Caritas-Spes Ukraine» («Карітас-Спес Україна»).

## Історія
Історичне коріння Місія «Карітас-Спес» бере від організації «Любов і милосердя», яка дала можливість відкрити дорогу для перших гуманітарних вантажів. Єпископат Римсько-католицької церкви в Україні був зайнятий розбудовою церковних структур, практично зруйнованих за часів радянської влади. У 1992 році, після призначення Яна Пурвінського єпископом Житомирської дієцезії, було прийнято рішення реєструвати «Карітаси» як релігійні організації, підпорядковані й підзвітні єпископам. Але тоді це питання залишилось невирішеним. У той час харитативна діяльність розвивалась на базі парафіяльних осередків, під контролем настоятелів.
З 1995 року було розпочато перереєстрацію всіх осередків «Карітас» із громадських на релігійні. Цим була створена нова структура під контролем церкви. Повністю завершити процес вдалося тільки в 1996 році. У цей час відбулася офіційна реєстрація Релігійної Місії «Карітас-Спес» Римсько-католицької церкви.
Тоді ж, дякуючи допомозі добродіїв, переважно з-за кордону, «Карітасам» Німеччини, Австрії, Франції, а також Фонду «Реновабіс», Місія розгортала свою діяльність. Через наслідки трагедії на Чорнобильській АЕС сфокусувалася на оздоровленні дітей. Так, наприклад, у 1996 році було охоплено близько 230 дітей, у 1997 році — 700 дітей, у 1999 році — уже 1800 дітей. Із 2000-х майже 3000 дітей щороку мали можливість оздоровитися. У цей час Місія відкриває власні відпочинкові центри: у Яблуниці Івано-Франківської області, Зарічанах, що під Житомиром, Олександрівці Житомирської області, Бердянську Запорізької області та Пульмо Волинської області.
Активно розросталася структура Місії: було створено понад 30 регіональних центрів «Карітас-Спес», які нині активно організовують допомогу найбіднішим, створюючи благодійні їдальні та соціальні центри.
2000—2010-ті роки ознаменувалися відходом від інтернатної форми виховання дітей. Місія «Карітас-Спес» у ці роки започатковує дитячі будинки сімейного типу (ДБСТ), де діти-сироти та діти, позбавлені батьківського піклування, мають змогу зростати в сім'ї. Одночасно з цим Місія відкриває садочки і світлиці, веде роботу, спрямовану на протидію сирітству, такому явищу, як «діти вулиці».
Розпочинається праця з молоддю, створюються гуртожитки для обдарованих студентів, підтримується талановита молодь у здобуванні якісної освіти.
Після початку війни на Сході України, діяльність Місії була додатково спрямована на допомогу внутрішньо переміщеним особам (ВПО). Для родин із буферної зони та дітей з непідконтрольних Уряду України територій організовувалися відпочинкові та навчальні табори, щоб дати можливість кожній дитині розвантажитися й відчути безпеку. У цей період беруть початок загальнонаціональні проєкти для самодопомоги громад, розвитку молодіжного й волонтерського рухів. Удосконалюється організаційний розвиток Місії, упроваджуються менеджмент стандарти «Карітас Інтернаціоналіс».
2020 рік став роком випробувань як для працівників і бенефіціарів «Карітас-Спес Україна». Закінчення десятиліття було ознаменовано проєктами, спрямованими на протидію та боротьбу з наслідками пандемії COVID-19.
З 24 лютого 2022 року перед Місією «Карітас-Спес» постали нові виклики. Мільйони внутрішніх переселенців та біженців за кордон, люди, які опинилися в епіцентрі бойових дій потребували допомоги з боку благодійних організацій та фондів. Гуманітарною відповіддю на цей запит стали програми швидкого реагування. За вісім8 місяців повномасштабного вторгнення рф налагоджено надходження допомоги у 23 області, включаючи прифронтові території. Це понад 15 000 населених пунктів по всій Україні. На сьогодні місія працює через 43 осередки: власні центри та парафії Римсько-католицької церкви в Україні.

## Діяльність
Місія «Карітас-Спес Україна» реалізовує щонайменше шість векторів допомоги:
1. Забезпечення доступу до харчових продукти та гігієни жителів прифронтових районів і населених пунктів, відрізаних від гуманітарного постачання.
2. Надання внутрішнім переселенцям житла й речей першої потреби, як у власних центрах організації, так і державних, партнерських тощо.
3. Збір актуальних потреб із населених пунктів, підготовка до зими.
4. Координація роботи мережі відповідно до оновлених потреб.
5. Забезпечення функціонування центрів «Карітас-Спес»: дитячих будинків сімейного типу, будинків для людей похилого віку, самотніх матерів із дітьми тощо.
6. Запуск пілотного проекту з реконструкції зруйнованого через бойові дії житла.